# Shahrestān-e Kohgīlūyeh
Shahrestān-e Kohgīlūyeh (persiska: شهرستان كهگيلويه, كهگيلويه) är en delprovins (shahrestan) i Iran.   Den ligger i provinsen Kohgiluyeh och Buyer Ahmad, i den centrala delen av landet, 500 km söder om huvudstaden Teheran.
Delprovinsen hade 131 351 invånare 2016.